# ビリー・ブレイ

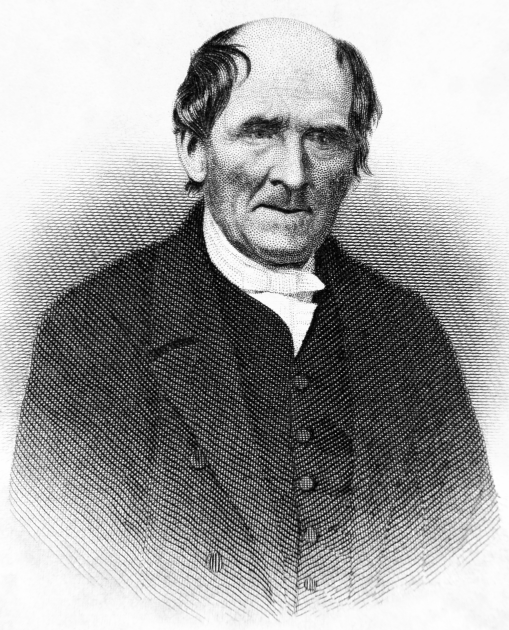
ビリー・ブレイ

ビリー・ブレイとして知られる、ウィリアム・トリワーサ・ブレイ（William Trewartha Bray、1794年6月1日 - 1868年5月25日）は、イングランドのコーンウォール出身のメソジスト信徒伝道者、説教者である。

## 生涯

### 生い立ち
ビリー・ブレイは1794年、コーンウォールのトゥエルブヘッズに生まれた。
ビリーの父は炭鉱夫のウィリアム・ブレイ、そして母はアンといい、ビリーは三人兄弟の長男坊であった。
父のウィリアム・ブレイは、ビリーが幼いころに亡くなったため、敬虔なメソジストであった祖父にビリーは育てられた。

### 退廃的な生活へ
ビリーは17歳になると学校を退学し、自らの父と同じく炭鉱夫の仕事を見つけ、デヴォンで7年間暮らした。この間、彼は大酒飲みの飲んだくれとなり、退廃的な生活へと傾斜していった。
またビリーは、1821年にジョアンナと結婚もしている。
ちなみにジョアンナもまた、信仰心を持たない、堕落したメソジストであった。
ビリーとジョアンナの間には、7人の子どもたちが生まれることとなる。

### 回心
ビリーはジョアンナと結婚してからも生活費を酒代につぎこんで家族を困らせていたが、1823年、ビリーは鉱山事故から辛うじて生還したことをきっかけに、この年の11月ごろ、キリスト教へ回心することとなる。後にビリーが語るところによると、ジョン・バニヤンの『天国と地獄の幻影』という本をこのころ読んだことも、彼の回心に影響を与えたとされる。
またビリーの回心は彼の家族や友人にも影響をもたらし、回心の連鎖も起こった。
そしてその後、彼はバイブル・クリスチャン・チャーチというメソジストのグループに加入し、慣習にとらわれない伝道師・説教者として、人々に広く知られるようになった。

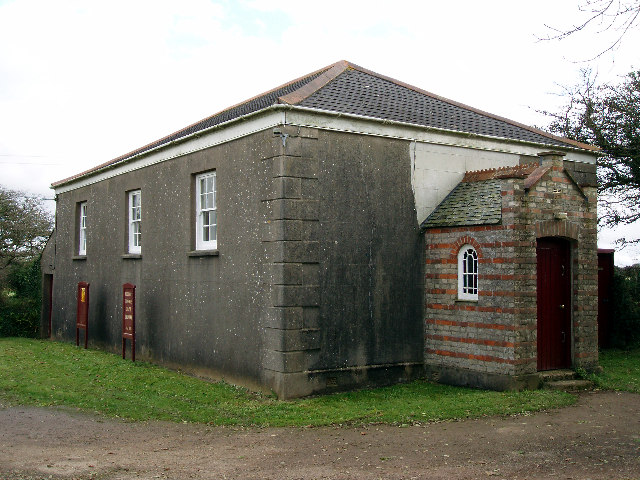
カーリー・ダウンスの「3つ目のチャペル」

### 伝道活動
ビリーの説教は、衝動的に彼からわき起こる歌や踊りといった言動に彩られていたため、人々のうちにも彼のことを狂信的すぎるとして批判する者もいたが、彼はそのような批判を一切気にせず、自らのことを「喜んでいる人」、「幸せな人」と呼んだ。彼は「グローリー！」と主を賛美することで、どのような状況でも感謝を忘れなかった。
またビリーは自らの活動を伝道だけにとどめなかったことでも知られ、2人の孤児を引き取って自分の子どもたちと一緒に育てたり、困っている人々に救いの手を積極的に差し伸べたり、さらに資金を集めて、新たなメソジストチャペルを3つ建てたりもした。
3つのチャペルのうち、ひとつは故郷のトゥエルブヘッズに、またもうひとつはカーハラックに建てられ、そしてもうひとつがチャスウォーター南東にある、
通称カーリー・ダウンスというムーア地近くに建てられた。
特に、このカーリー・ダウンスに建てられたチャペルは、3つの窓を持つことから「3つ目のチャペル」という愛称があり、ビリーが建てたチャペルのうち現存するものとして、現在、彼の活動を顕彰する文化財となっている。
彼の伝道活動は死の直前まで精力的に行われ、キリストの救いを確信することの「喜び」・「幸せ」の輪を人々のあいだに伝えた。
そしてビリー亡き後も、彼の生涯や思想はF.W.ボーンによる伝記によって、多くの人々に知られることとなった。